# Plosiv
Plosive/Plosivlaute (auch Explosive/Explosivlaute, Okklusive/Okklusivlaute, Klusile, Mutae oder Verschlusslaute) werden die Konsonanten genannt, bei deren Artikulation der Atemluftstrom blockiert wird. Durch die sofort darauf folgende Wiederfreisetzung des gestauten Luftstromes entsteht eine kleine „Explosion“, die den Klang erzeugt. Die Benennung erfolgt also nach der Artikulationsart.
Der Verschluss erfolgt zum Beispiel durch einen Kontakt der Lippen (Beispiel: [⁠p⁠], [⁠b⁠]) oder der Zunge mit dem Artikulationsort im Vokaltrakt oder Ansatzrohr (Beispiele: [⁠t⁠], [⁠d⁠], [⁠k⁠], [⁠g⁠]).

## Terminologie
Ähnlich wie im Englischen mit den konkurrierenden Bezeichnungen plosive und stop gibt es auch in der deutschsprachigen Phonetik keine vollständige Übereinstimmung darüber, ob unter Verschlusslaut bzw. Okklusiv nur solche Laute zu verstehen sind, bei denen der Phonationsstrom völlig blockiert wird, oder auch solche, bei denen eine teilweise Blockade erfolgt.
Wenn man der weiteren Definition folgt, bei der auch eine teilweise Unterbrechung („Okklusion“) einen Verschlusslaut erzeugt, so würden auch alle Schnalzlaute, Implosive, Ejektive und die Nasale, bei denen der Luftstrom auch während des Verschlusses durch den Nasenraum hinaus strömt, zu den Verschlusslauten zählen. Insbesondere der Status der Nasale ist hier umstritten.
Die Verschlusslösung des Konsonanten kann transient (= zeitlich begrenzt) erfolgen, d. h. der Verschluss wird durch eine andere Artikulationsart realisiert. Dabei entstehen Affrikaten, nasale oder laterale Plosionen.
Bei der Beschreibung der klassischen Sprachen (Latein und Griechisch) werden die Verschlusslaute als  Mutae (Einzahl Muta) bezeichnet. Abgeleitet ist die Bezeichnung von lat. muta ‚stumm‘, da die Verschlusslaute „bei der Aussprache keine Dauer haben“. Verschlusslaute werden hier also im Gegensatz zu den Dauerlauten gesetzt. Zu den Mutae gehören nach klassischer Einteilung die Tenues (stimmlose Verschlusslaute, hier jeweils in der Reihenfolge ihrer Artikulationsstellen labial, alveolar, velar; p, t, k) und die Mediae (stimmhafte Verschlusslaute; b, d, g). Im weiteren Sinne werden zu den Mutae auch die Aspiratae (mit h verbunden; gewöhnlich in der Notierung pʰ, tʰ, kʰ, bʰ, dʰ, gʰ oder pc, tc, kc, bc, dc, gc) gezählt.
Sowohl in der vom Duden verwendeten Terminologie als auch in den neueren Lehrbüchern werden jedoch „Plosiv“, „Okklusiv“ und „Verschlusslaut“ als Synonyme betrachtet. Als Verschlusslaut gelten also nur solche Laute, bei denen der Phonationsstrom völlig blockiert wird. Zur Vermeidung terminologischer Unsicherheiten ist es dennoch besser, ausschließlich die Bezeichnung „Plosiv“ zu verwenden.

## Artikulationsorte
- Bilabiale Plosive (Lippenverschlusslaute) 
  - Stimmloser bilabialer Plosiv  ([⁠p⁠])
  - Stimmhafter bilabialer Plosiv ([⁠b⁠])
- Labiodentale Plosive 
  - Stimmloser labiodentaler Plosiv ([⁠p̪⁠])
  - Stimmhafter labiodentaler Plosiv ([⁠b̪⁠])
- Linguolabiale Plosive 
  - Stimmloser linguolabialer Plosiv ([⁠t̼⁠])
  - Stimmhafter linguolabialer Plosiv ([⁠d̼⁠])
- Interdentale Plosive 
  - Stimmloser interdentaler Plosiv ([⁠t̟⁠])
  - Stimmhafter interdentaler Plosiv ([⁠d̟⁠])
- Dentale Plosive 
  - Stimmloser dentaler Plosiv ([⁠t̺⁠], apikal)
  - Stimmhafter dentaler Plosiv ([⁠d̺⁠], apikal)
  - Stimmloser dentaler Plosiv ([⁠t̪⁠], laminal, denti-alveolar)
  - Stimmhafter dentaler Plosiv ([⁠d̪⁠], laminal, denti-alveolar)
- Alveolare Plosive (Zahnverschlusslaute) 
  - Stimmloser alveolarer Plosiv ([⁠t⁠], apikal)
  - Stimmhafter alveolarer Plosiv ([⁠d⁠], apikal)
  - Stimmloser alveolarer Plosiv ([⁠t̻⁠], laminal)
  - Stimmhafter alveolarer Plosiv ([⁠d̻⁠], laminal)
- Postalveolare Plosive 
  - Stimmloser postalveolarer Plosiv ([⁠t̠⁠], laminal)
  - Stimmhafter postalveolarer Plosiv ([⁠d̠⁠], laminal)
- Retroflexe Plosive 
  - Stimmloser retroflexer Plosiv ([⁠ṭ⁠], apikal, postalveolar)
  - Stimmhafter retroflexer Plosiv ([⁠ḍ⁠], apikal, postalveolar)
  - Stimmloser retroflexer Plosiv ([⁠ʈ⁠], sub-apikal, palatal)
  - Stimmhafter retroflexer Plosiv ([⁠ɖ⁠], sub-apikal, palatal)
- Palatale Plosive 
  - Stimmloser palataler Plosiv ([⁠c⁠])
  - Stimmhafter palataler Plosiv ([⁠ɟ⁠])
- Velare Plosive (Hintergaumenverschlusslaute) 
  - Stimmloser velarer Plosiv ([⁠k⁠])
  - Stimmhafter velarer Plosiv ([⁠g⁠])
- Uvulare Plosive 
  - Stimmloser uvularer Plosiv ([⁠q⁠])
  - Stimmhafter uvularer Plosiv ([⁠ɢ⁠])
- Epiglottale Plosive 
  - Stimmloser epiglottaler Plosiv ([⁠ʡ⁠])
- Glottale Plosive (Stimmritzenverschlusslaute) 
  - Stimmloser glottaler Plosiv ([⁠ʔ⁠])